# Pubblico dominio

Uno dei simboli che vengono utilizzati per denotare opere nel pubblico dominio.

L'espressione pubblico dominio indica in generale il complesso e la globalità delle opere (e in particolare delle informazioni) che, decorso il termine della protezione legale, possono essere liberamente utilizzate, senza chiedere autorizzazioni né corrispondere alcun compenso.

## Storia
L'evoluzione del concetto si ebbe, in Europa, a partire dalla fine del XVIII secolo, quando sempre più Paesi iniziarono ad elaborare norme a tutela dei creatori delle opere d'arte e dell'ingegno; la questione del pubblico dominio è infatti di rilievo non solo in materia di proprietà letteraria e dunque di diritto d'autore propriamente detto, ma anche a proposito dei diritti sui disegni e sulle invenzioni (con lo sviluppo della normazione su marchi e brevetti). Se prima di questa fase la locuzione "pubblico dominio" indicava primariamente ciò che oggi è più facilmente riconoscibile nella nozione di demanio, cioè complesso dei beni e delle rendite di proprietà spettanti allo stato, con il progressivo articolarsi delle protezioni garantite dagli ordinamenti ad autori, inventori ed altri creatori di opere, all'originario significato della locuzione si affiancò perciò quello oggi prevalente.
Intorno al 1860, il Dictionnaire de l'Académie française ne forniva la seguente definizione:
(Dictionnaire de l'Académie française, traduzione letterale di Alessandro Manzoni)
Alcuni dei passaggi di maggior rilievo in argomento si ebbero come accennato a partire dalla fine del Settecento; in quel tempo le normative in genere prevedevano tutela per gli autori solo per gli illeciti più gravi e palesi, come il plagio, e tutte le protezioni tenevano in buona considerazione, insieme a quelli degli autori, i diritti degli stampatori, antesignani della moderna figura dell'editore.
In Italia, tuttavia, già nel 1536 era stata scritta una delle opere giuridico-letterarie che maggiormente contribuirono in seguito allo sviluppo di norme di simile indirizzo, il saggio De rebus et dispositionibus dubiis (Delle cose e delle disposizioni dubbie) di Alberto Bruno da Asti; questo giurista, con riferimento all'allora già "fiorente" attività della ristampa non autorizzata di opere altrui, suggeriva che non fosse consentito lucrare con altrui danno, sottolineando il rischio che pel timore di abusi e ristampe, gli Scrittori si svogliassero di pubblicare le opere loro ed invocando appositi provvedimenti da parte dell'imperatore o del papa affinché fosse garantita una giusta remunerazione per le fatiche dell'intelletto.
Si cominciava ad investigare sì sulla natura di quel ricettacolo in cui tutto il prodotto intellettuale non protetto sarebbe andato a defluire, anche se ancora non organicamente col nome di pubblico dominio. Ma della nascente idea di proprietà letteraria non si parlava ancora in termini giuridici di proprietà (quiritaria o bonitaria che fosse), o almeno non in termini di generale condivisione, anzi molte furono le confutazioni alla pretesa di una simile identificabilità dei diritti spettanti all'autore (che come ricordato dal Bruno stesso avevano precedenti in diritto romano solo nel caso del "premio" ricevuto da Appio per la pubblicazione delle sue opere). Proprio poiché il pubblico dominio era il luogo che accoglieva quanto non assorbito dai diritti di sfruttamento esclusivo dell'opera garantiti agli autori, le ipotesi di inquadramento di questi diritti alla stregua di forme di proprietà condizionava, come del resto ancora oggi, le riflessioni sulla natura giuridica del pubblico dominio.
Mentre la dottrina elaborava, in Inghilterra nel 1557 si accordava alla Stationers' Company (Worshipful Company of Stationers and Newspaper Makers) un vero e proprio monopolio su tutte le opere, i cui diritti di pubblicazione potevano essere scambiati solo fra i soci della Compagnia; questa era congegnata in modo da assicurare l'esclusione degli autori dal novero dei soci, con la conseguenza che l'auto-pubblicazione risultava di fatto impossibile. La compagnia aveva un potere di normazione settoriale e la sua norma forse più nota è quella dalla quale deriva lo stesso termine copyright: una volta che uno dei soci avesse dichiarato presso la Compagnia di avere acquisito i diritti su un testo (detto in quel contesto copy), gli altri soci si sarebbero astenuti dal pubblicarlo lasciando al titolare l'esclusivo "diritto di copia" (copyright); a tal fine la Compagnia aveva organizzato un registro, lo "entry book of copies" (o Stationers' Company Register) che faceva fede fra gli editori inglesi. La privativa fu limitata nel 1695, fu poi lo Statute of Anne a modificare la situazione nel 1709.
In Europa una parte rilevante dei plagi e delle ristampe abusive si manifestavano nell'illecita riproduzione di opere di autori principalmente di altri stati (non che mancasse peraltro l'uso di fare "vittime" fra i connazionali), con all'apice di questa criticità il clamoroso caso delle accuse rivolte a Leibniz di aver plagiato il lavoro di Newton sull'analisi infinitesimale, un caso che con i séguiti polemici che ebbe divenne un vero e proprio incidente diplomatico e fu causa di una grave frattura fra gli ambienti scientifici inglesi e continentali. Nelle more dell'attesa di decisive definizioni dottrinali circa la proprietà letteraria, da un lato i governi fecero intanto ricorso ad una discreta trattatistica internazionale, a complemento di interventi legislativi interni, per tutelare ciascuno i propri autori; dall'altro lato, autori illustri anche di scienze non direttamente giuridiche si dedicarono al tema apportandovi contributi in genere volti al riconoscimento di prerogative autorali. Kant, ad esempio, ne L'illegittimità della ristampa dei libri (Von der Unrechtmäßigkeit des Büchernachdrucks), del 1795 con sillogismo riaffermava la separazione fra la proprietà della singola copia di un'opera ed il diritto di effettuarne riproduzioni.
Sul piano legislativo, nell'imminenza ed al sorgere del XIX secolo, fiorirono norme e trattati internazionali da Venezia alla Francia, dalla Prussia alla Gran Bretagna, mentre oltreoceano gli appena indipendenti Stati Uniti già nel 1787 avevano inserito nella loro costituzione la garanzia di tutela del diritto autorale.
Malgrado una così grande e partecipata elaborazione sulla tutela dei diritti, non altrettanto spessore ebbe l'indagine sulla "terra di nessuno" che al copyright residuava. Dal punto di vista del diritto internazionale, il pubblico dominio è oggi perciò, come in passato, solo quell'insieme di opere d'ingegno e altre conoscenze (opere d'arte, musica, scienze, invenzioni, ecc.) sulle quali nessuna persona o organizzazione ha un interesse proprietario (tipicamente un monopolio concesso governativamente come il diritto d'autore o il brevetto). Tali opere e invenzioni sono considerate parte dell'eredità culturale pubblica, e chiunque può utilizzarle o modificarle senza restrizioni (se non si considerano le leggi che riguardano sicurezza, esportazione). Mentre il diritto d'autore venne adunque creato per difendere l'incentivo finanziario di coloro i quali svolgono un lavoro creativo, e come mezzo per incoraggiare ulteriore lavoro creativo, le opere di pubblico dominio esistono in quanto tali, e il pubblico ha il diritto di usare e riutilizzare il lavoro creativo di altri senza dover pagare un prezzo economico o sociale.

## Contenuto concettuale
Alla base della definizione fornita da Dictionnaire de l'Académie française vi sarebbe la concezione giuridica di grande diffusione, per la quale il pubblico dominio sarebbe individuabile in una condizione antitetica ed antagonista a quella dell'ordinaria, costitutiva e "naturale" sottomissione di ciascun bene intellettuale alla proprietà, sebbene temporalmente limitata, di taluno (tipicamente il suo autore) e si comporrebbe di ciò che sia uscito dalla proprietà di singoli e di ciò che non possa mai entrarvi. Il pubblico dominio non gode infatti di una definizione univoca e "autonoma", che prescinda cioè da quelle relative al diritto d'autore, ed è ricavabile principalmente per differenza da queste, tanto nei sistemi europei quanto negli Stati Uniti.
Per questa ragione anche i termini di ingresso delle opere nel pubblico dominio sono di fatto ricavati dalla decadenza delle protezioni assegnate agli eventuali diritti degli autori. La gestione del pubblico dominio è differente nei vari paesi del mondo. In assenza di qualche tipo di garanzia di diritto di monopolio, la "proprietà intellettuale", tutte le opere appartengono al pubblico dominio. Quando i diritti d'autore o altre protezioni, giungono a termine, l'opera diventa di pubblico dominio.

## Decadenza
Molti dei diritti d'autore e dei brevetti hanno una scadenza determinata. Quando tale scadenza arriva, l'opera ricade nel pubblico dominio.
Nella maggior parte delle nazioni, il brevetto scade 20 anni dopo che è stato depositato. Un marchio di fabbrica scade subito dopo essere divenuto un termine generico. I diritti d'autore sono molto più complessi; generalmente essi giungono a scadenza in tutte le nazioni quando tutte le seguenti condizioni sono soddisfatte:
- l'opera è stata creata e pubblicata per la prima volta prima del 1º gennaio 1924, o come minimo 95 anni prima del 1º gennaio dell'anno corrente; vale la data più recente tra le due;
- l'autore o l'ultimo degli autori, è morto almeno 70 anni prima del 1º gennaio dell'anno corrente;
- nessuno dei firmatari della Convenzione di Berna ha passato un diritto d'autore perpetuo sull'opera;
- né gli Stati Uniti e né l'Unione europea hanno accettato l'estensione dei termini sul diritto d'autore da quando queste condizioni sono state aggiornate (questa deve essere una condizione perché i numeri esatti nelle altre condizioni dipendono dallo stato della legge "in ogni dato momento").

Queste condizioni sono basate sull'intersezione tra le leggi sui diritti d'autore degli Stati Uniti e dell'Unione europea, che sono riconosciute dalla maggior parte degli altri firmatari della Convenzione di Berna. Si noti che i termini di estensione nella tradizione statunitense non ripristinano l'opera a pubblico dominio (da cui la data del 1924), mentre nella tradizione europea questo avviene perché la "direttiva sull'armonizzazione dei termini di protezione del diritto d'autore" si basa sui termini in vigore in Germania, che sono già stati estesi alla vita dell'autore più 70 anni.
Esistono comunque delle eccezioni rilevanti, in particolare in Messico i diritti d'autore giungono a scadenza dopo 100 anni, in Colombia dopo 80 anni ed in Guatemala e Samoa dopo 75 anni. Questi ultimi due paesi, comunque, applicano la regola del termine minore, a differenza dei primi due.
Esempi di invenzioni il cui brevetto è scaduto comprendono le invenzioni di Thomas Edison.
Esempi di opere i cui diritti d'autore sono scaduti comprendono i lavori di Carlo Collodi e la maggior parte dei lavori di Mark Twain.

## Diniego di interesse
Un autore o inventore può esplicitamente declinare qualsiasi interesse proprietario sull'opera, assegnandola al pubblico dominio. Poiché il diritto d'autore si applica automaticamente a tutte le opere, l'autore deve fare una dichiarazione esplicita.
In ambito industriale, invece, la cessione al pubblico dominio può essere anche implicita e pubblicare i dettagli di un'invenzione prima di richiederne il brevetto può porre l'invenzione nel pubblico dominio. Ad esempio, una volta che un giornale pubblica una formula matematica, essa non può più essere usata come base per la pretesa di violazione di un brevetto software. Esiste un'eccezione a questo (negli Stati Uniti, non in Europa): un inventore può fare richiesta di brevetto di un'opera fino a un anno dopo alla pubblicazione (ma non se qualcun altro l'ha pubblicata prima).

## Riserva di legge
Pressoché in tutti i paesi esistono leggi che stabiliscono che alcuni tipi di opere o invenzioni entrano immediatamente nel pubblico dominio al momento della pubblicazione. Ad esempio, la legge statunitense sul diritto d'autore mette tutte le opere create dal governo nel dominio pubblico.

## Licenze
Si noti che ci sono molti lavori che non sono parte del pubblico dominio, ma per i quali il proprietario ha deciso di non avvalersi pienamente dei diritti d'autore, o di garantire parte di questi diritti al pubblico.
Nel caso del software, questo viene chiamato software libero o software open source, come ad esempio quello distribuito dalla Free Software Foundation, che è pienamente coperto da copyright, ma reso disponibile per il pubblico, per la maggior parte degli utilizzi, sotto un tipo di licenza di tipo "copyleft", che vieta solo la ridistribuzione proprietaria. Si veda anche Wikipedia, che fa più o meno la stessa cosa con i suoi contenuti sotto la CC BY-SA (e, salvo eccezioni, anche GNU Free Documentation License).
Similmente esistono licenze per altri tipi di contenuti, anche in questo caso denominati Contenuto libero o contenuto open. A volte tali opere vengono erroneamente indicate come di "pubblico dominio" nel linguaggio colloquiale.

## Il pubblico dominio nei singoli paesi

### Basi del diritto d'autore canadese
A grandi linee, in Canada il diritto d'autore persiste per 50 anni dopo la morte del compositore o curatore (ove presente).
La pubblicazione come tale non costituisce diritto d'autore, per cui ogni ristampa non riveduta di un'opera di pubblico dominio è a sua volta di pubblico dominio. Nel caso di revisioni significative anonime, la legge canadese sul diritto d'autore prevede la protezione per 50 anni dopo la pubblicazione, che però si prolunga a 50 anni oltre la morte del curatore delle revisioni qualora esso diventa pubblicamente noto.. La data di pubblicazione può essere essenziale anche per determinare lo stato di pubblico dominio negli Stati Uniti (v. Copyright statunitense per opere pre-1923).
Elenco non esaustivo per determinare se una revisione, in campo musicale, è significativa:
- significative: trascrizioni/arrangiamenti, esecuzione di bassi numerati.
- non significative: trasposizioni, correzioni di errori, traduzione di notazioni di dinamica comuni e nomi di strumenti.
- ambigue: aggiunta di diteggiature, articolazioni o segni di dinamica.

In molti paesi ci sono delle eccezioni per edizioni scientifiche, comprese le edizioni critiche (in particolare Bärenreiter) ed edizioni urtext. Per ulteriori informazioni, fate riferimento alla sezione Eccezioni.
Solo le opere che sono state inizialmente pubblicate in paesi membri dell'OMC (inglese WTO) o della Convenzione di Berna sono soggette al diritto d'autore in Canada. Comunque nella maggior parte dei casi questo si applica retroattivamente, tranne se l'opera era già nel pubblico dominio nel paese d'origine (cioè il paese in cui fu inizialmente pubblicata) quando la convenzione fu sottoscritta.
Alcune opere sono di pubblico dominio negli Stati Uniti, ma non ancora in Canada o altri paesi. Questo è dovuto al fatto che negli Stati Uniti i termini si calcolano a partire dalla data di pubblicazione per tutte le opere pubblicate prima del 1978. Se un'opera fu pubblicata prima del 1923 (vedasi Pre-1923 copyright law), oppure pubblicata tra il 1923 e il 1963 senza successivo rinnovamento del copyright (vedasi 1923-1963 copyright law), è quasi certamente di pubblico dominio negli Stati Uniti. Tali file sono collocati sul server statunitense di IMSLP.
La durata totale del diritto d'autore (cioè la durata prima che entri nel pubblico dominio) di un determinato spartito è uguale alla durata più lunga dei termini dati alle tre parti interessate, ovvero compositore, editore, e curatore ove presente. Per esempio, l'edizione Urtext delle sonate di Beethoven, della Henle del 1975, è coperta dal diritto d'autore (è stata curata da un curatore la cui opera non è ancora di pubblico dominio, e in più anche la tipografia iniziale di questa edizione è coperta dal diritto d'autore). Una pubblicazione della Dover del 1995 d'altro canto, essendo solamente una ristampa di un'edizione antica, è di pubblico dominio (ad esclusione della copertina e qualsiasi materiale aggiunto dalla Dover; la mera ristampa di edizioni di pubblico dominio non comporta diritto d'autore). Lo stato del diritto d'autore si trova solitamente in basso alla prima pagina di uno spartito. La data di pubblicazione è estremamente importante per determinare il diritto d'autore statunitense di opere pubblicate prima del 1978.
Le seguenti tabelle danno una visione d'insieme della situazione del diritto d'autore. Sono indicate solo le condizioni perché un'opera sia di pubblico dominio in Canada e altri paesi in cui il termine scade 50 anni dopo la morte dell'autore, negli Stati Uniti, e nell'Unione europea, Russia, e altri paesi dove il termine scade 70 anni dopo la morte dell'autore. Le tabelle riflettono la situazione nel 2015. I limiti 1945 e 1964 cambiano di anno in anno. Il termine "autore" si riferisce al compositore, orchestratore, arrangiatore, o curatore.

### Diritto d'autore per la composizione e la pubblicazione se l'autore è noto, pubblicata prima del 1923
| Morte dell'autore | Canada, paesi "vita+50"    | Stati Uniti                                                           | UE, Russia, paesi "vita+70" |
| ----------------- | -------------------------- | --------------------------------------------------------------------- | --------------------------- |
| <1945             | pubblico dominio (vita+50) | pubblico dominio (nessuna eccezione per tutte le intenzioni e scopi†) | pubblico dominio (vita+70)  |
| 1945-1964         | pubblico dominio (vita+50) | pubblico dominio (nessuna eccezione per tutte le intenzioni e scopi†) | protetto da copyright       |
| >1964             | protetto da copyright      | pubblico dominio (nessuna eccezione per tutte le intenzioni e scopi†) | protetto da copyright       |

† Certe opere straniere pubblicate dopo il 1909 potrebbero essere protette negli stati occidentali degli Stati Uniti sotto la giurisdizione del 9th US Circuit Court of Appeals.

### Diritto d'autore per la composizione e la pubblicazione se l'autore è noto, pubblicazione dopo il 1923
| Morte dell'autore | Canada, paesi "vita+50"    | Stati Uniti                                                                         | UE, Russia, paesi "vita+70" |
| ----------------- | -------------------------- | ----------------------------------------------------------------------------------- | --------------------------- |
| <1945             | pubblico dominio (vita+50) | protetto da copyright tranne se viene fornita prova di non-renewal and NIE status ‡ | pubblico dominio (vita+70)  |
| 1945-1964         | pubblico dominio (vita+50) | protetto da copyright tranne se viene fornita prova di non-renewal and NIE status‡  | protetto da copyright       |
| >1964             | protetto da copyright      | protetto da copyright tranne se viene fornita prova di non-renewal and NIE status‡  | protetto da copyright       |

‡ La prova di non-renewal and NIE status si applica solo ad opere pubblicate 1923-1963. Tutte le opere pubblicate dopo il 1963 hanno il copyright rinnovato automaticamente e sono protette per 95 anni dopo la prima pubblicazione.

### Diritto d'autore aziendale per la pubblicazione, nessun autore identificato
| Anno di pubblicazione | Canada, paesi "vita+50"             | Stati Uniti                                                                                       | UE, Russia, paesi "vita+70" |
| --------------------- | ----------------------------------- | ------------------------------------------------------------------------------------------------- | --------------------------- |
| < 1925                | pubblico dominio (pubblicazione+50) | pubblico dominio                                                                                  | ?                           |
| 1925-1964             | pubblico dominio (pubblicazione+50) | coperto da copyright (pub.+95), tranne se di pubblico dominio nel paese della prima pubblicazione | ?                           |
| > 1964                | coperto da copyright                | coperto da copyright (pub.+95), tranne se di pubblico dominio nel paese della prima pubblicazione | ?                           |

## Eccezioni

### Regola del periodo più breve(Berne Rule of the Shorter Term)
Questa regola appare come art. 9(2) del Canadian Copyright Act. Questa regola sostanzialmente dice che se un'opera è di pubblico dominio nel paese d'origine, è anche di pubblico dominio in Canada. Questa regola è stata adottata anche da molti altri paesi, in particolare l'UE.

#### Germania
Come dall'articolo 170 dell'Urheberrechtsgesetz (legge sul diritto d'autore) tedesco, le edizioni scientifiche, ovvero edizioni prodotte come risultato di un'analisi scientifica (cioè edizioni scientifiche o critiche e urtext), hanno una durata del diritto d'autore di soli 25 anni dopo la pubblicazione, per cui tutte le edizioni scientifiche pubblicate più di 25 anni fa sono di pubblico dominio in Germania, e quindi anche in Canada per la regola del periodo più breve. Questo riguarderebbe parecchie (se non tutte) pubblicazioni della Bärenreiter pubblicate più di 25 anni fa. Comunque, arrangiamenti, trascrizioni ed orchestrazioni paiono godere del periodo intero di protezione di vita + 70 anni.

#### Russia
Versioni tipografiche del periodo dell'URSS sembrano non essere protette dal diritto d'autore russo. In particolare, le pubblicazioni Muzika paiono essere nel pubblico dominio, dato che vengono ristampate da molte case di ristampa occidentali. Il che pare sensato, in quanto Muzika era di proprietà del governo, e quindi se non altro non esiste più un detentore dei diritti d'autore.

#### Italia
In Italia le edizioni critiche (cioè quelle che con rigore filologico ed in genere ampio apparato critico delle varianti) di opere in Pubblico Dominio hanno un riconoscimento della durata di 20 anni. Il semplice testo critico, cioè la versione del testo ricostruita dall'editore escluse note o apparati, di opere in pubblico dominio è però subito disponibile in pubblico dominio.

## Copyright statunitense per opere pre-1923
Attualmente, ogni opera pubblicata prima del 1923 è di pubblico dominio negli Stati Uniti, indipendentemente dal paese in cui è stata pubblicata inizialmente.

## Copyright statunitense per opere pubblicate 1923-1963
Negli Stati Uniti, opere di autori e possessori statunitensi pubblicate 1923-1963 sono nel pubblico dominio "se il copyright non è stato rinnovato" o "se l'opera è stata pubblicata senza un adeguato avviso di copyright". Attualmente, l'unico modo di accertare lo stato di rinnovamento è una ricerca formale tra le voci del US Copyright Office. Opere straniere che erano precedentemente di pubblico dominio sono state rimesse sotto copyright con le clausole degli emendamenti GATT/TRIPS (in vigore dal 1º gennaio 1996) a condizione che l'opera non fosse già di pubblico dominio nel paese d'origine.

## Giorno del pubblico dominio
Di solito il primo di ogni anno alcune opere diventano di dominio pubblico (quindi l'autore perde tutti i diritti sulla sua opera). Questo giorno non è una celebrazione ufficialmente riconosciuta, e in alcune nazioni, a causa delle restrittive condizioni del copyright e delle leggi locali, non è ancora presente, ad esempio negli Stati Uniti si assiste all'ingresso nel pubblico dominio di alcune opere a partire dal 2019, in Australia addirittura nel 2026.
Tuttavia dal 2004 circa si iniziò a tener conto di questo evento, promosso anche da Creative Commons.
Il 1º gennaio 2012 comunque si sono tenute celebrazioni in molte parti del mondo, in Italia (Torino, Roma e Grosseto), Polonia (Varsavia), Svizzera (Zurigo), Israele (Haifa) e Macedonia.

## Festival del pubblico dominio

### In Italia
Il primo festival italiano dedicato al pubblico dominio – il Pubblico dominio #open festival – si è svolto a Torino dal 29 novembre a 3 dicembre 2016 ed è frutto di una virtuosa collaborazione tra i “sistemi bibliotecari” dell'Università di Torino, del Politecnico di Torino, delle Biblioteche Civiche Torinesi e la Fondazione Teatro Nuovo.
Il Pubblico dominio #open festival si è posto l’obiettivo di creare nella comunità una consapevolezza diffusa attorno al concetto di pubblico dominio e ai temi della cultura open, promuoverne l’alfabetizzazione e incentivare lo sviluppo di competenze ad esso connesse sia per gli operatori culturali che per il pubblico.
Il festival si è articolato in una serie di eventi divulgativi, formativi e di intrattenimento, legati alle opere (letterarie, musicali, pittoriche, etc.) degli autori che via via sono entrati far parte del Pubblico Dominio. Particolare rilievo hanno avuto poi gli argomenti legati alle licenze libere (creative commons), all'open access e al mondo collaborativo di Wikipedia.
Sono stati 5 giorni di conferenze, incontri, laboratori, mostre, spettacoli, letture teatrali per un totale di quasi 50 eventi speciali che hanno investito i diversi ambiti dell'arte, della fotografia, della musica, della letteratura, del teatro, del cinema e molto altro.
Un'occasione di condivisione, di collaborazione, di ri-uso e valorizzazione di idee, opere e contenuti culturali per stimolare l’interesse di qualsiasi fascia d’età o livello di conoscenza.

### Esplicative
1. ↑  Si tratta di una lettera scritta da Manzoni al senatore Girolamo Boccardo, che aveva a sua volta in precedenza scritto in favore dello scrittore milanese a proposito della causa che aveva intentato contro l'editore francese Felice Le Monnier. Il "signor Le Monnier", trasferitosi nel Granducato di Toscana, aveva infatti pubblicato nel 1845 e senza consenso del Manzoni una versione de I promessi sposi del 1832, antecedente quindi al trattato del 1840 che proteggeva la proprietà letteraria. Manzoni vinse la causa (dettagli).

Resta interessate notare che anche la traduzione di un'opera o parte di essa è generalmente compresa fra i diritti tutelati dalle norme sul diritto d'autore e che nella pubblicazione di questa lettera aperta, malgrado contenga una originale difesa del diritto di citazione, non sono menzionate autorizzazioni da parte del titolare dei diritti originari (l'Académie).
2. ↑  In seguito all'introduzione della stampa a caratteri mobili in Europa da parte di Johann Gutenberg nel 1456.
3. ↑  Alberto Bruno da Asti (nato in realtà a Castellinaldo nel 1477), signore di Ferrere, fu discepolo di Jacopino di San Giorgio e nel 1541 divenne Avvocato Fiscale Generale di Savoia, del cui Ducato fu anche senatore a Milano. Prolifico saggista in materia di diritto costituzionale, si occupò anche di studi riguardanti la monetazione ed il signoraggio. Morì nel 1551.
4. ↑  Taluni autori successivi, come Lodovico Bosellini (Lodovico Bosellini, Della proprietà letteraria e di uno scritto del signor Laboulaye intorno alla medesima, in La Temi - Giornale di legislazione e di giurisprudenza, Volume VI, Tipografia Barbèra, Firenze, 1857), hanno riferito questo richiamo al principio romanistico riassunto nel brocardo "nemo locupletari debet cum aliena iactura"
5. ↑  Il termine "ristampa", sino all'Ottocento, è stato frequentemente utilizzato a sé, ma con sottinteso riferimento al significato di "ristampa non autorizzata o comunque abusiva".
6. ↑  Sebbene principalmente nei secoli successivi.
7. ↑  Numerose ad esempio le polemiche fra gli stati italiani e la Francia culminate e riassunte (quasi sempre polemicamente) nella corposa saggistica originata dal cennato caso Manzoni-Le Monnier.
8. ↑  Il sillogismo usato, in estrema sintesi, esprimeva che essere proprietari di una cosa (ad esempio un libro) comprendeva sì il diritto di proprietà sulla cosa, ma non poteva comprendere diritti personali su terzi. Lo stampatore, per conto suo, aveva invece il certo diritto, diritto personale positivo, di essere l'editore dello scritto contenuto nel libro. Il diritto di riproduzione non poteva perciò - secondo appunto Kant - appartenere ad entrambi, era accertato che fosse dello stampatore e non poteva dunque essere contemporaneamente anche del proprietario della copia, anche perché essendo un diritto personale, non poteva avere scaturigine dalla concreta proprietà di una cosa materiale.
9. ↑  Il cui scopo era di garantire reciprocità nella tutela degli autori delle rispettive nazionalità
10. ↑  A causa di questa incertezza, l'uso di questa clausola viene sconsigliato dagli esperti
11. ↑  Viene segnalata, tuttavia una sentenza difforme del US 9th Circuit Court of Appeals che riguarda solo gli stati occidentali.

### Bibliografiche
1. ↑  Giuliano Vigini, Glossario di biblioteconomia e scienza dell'informazione, Milano 1985, pag. 84.
2. ↑  Alessandro Manzoni, Memorie intorno a una questione di così detta proprietà letteraria, in (a cura di Carlo Cattaneo) Il Politecnico - repertorio mensile di studj applicati alla prosperità e coltura sociale, fascicolo n. 67, Editori del Politecnico, Milano, 1862[N 1]
3. ↑  Sul ruolo di questo saggio a tali effetti, diverse fonti; ad esempio Giuseppe Panattoni, Lorenzo Panattoni, Memoria sulla riproduzione dei Promessi sposi del c. Alessandro Manzoni fatta in Firenze nel 1845 dal sig. F. Le Monnier: Repliche giuridiche e Rettificazione alla difesa del Tipografo ricorrente avanti la C. di Cassazione della Toscana, Tipografia Barbèra, Firenze, 1861
4. ↑  Alberto Bruno da Asti, De rebus et dispositionibus dubiis, Tipografia Francesco Baroni, 20 agosto 1536, Asti
5. ↑  Fonte di diverso segno, ma coincidente con quella di Panattoni sul punto dell'influenza avuta da quest'opera, la lettura datane da Bosellini (op. cit.)
6. ↑  Alberto Bruno, op.cit.
7. ↑  John Feather, The Book Trade in Politics: The Making of the Copyright Act of 1710, Publishing History, 1980
8. ↑  Copyright Act 1709 8 Anne c.19 - "An Act for the Encouragement of Learning, by vesting the Copies of Printed Books in the Authors or purchasers of such Copies, during the Times therein mentioned
9. ↑  (EN) Constitution of the United States of America,  Articolo 1, sezione 8, comma 8.
«To promote the Progress of Science and useful Arts, by securing for limited Times to Authors and Inventors the exclusive Right to their respective Writings and Discoveries»
10. ↑  Si veda ad esempio David Bollier, Why the Public Domain Matters - The Endangered Wellspring of Creativity, Commerce and Democracy Archiviato il 29 novembre 2008 in Internet Archive., New America Foundation & Public Knowledge, 2002: «Tradizionalmente, il pubblico dominio è stato visto come una raccolta piuttosto statica di opere i cui copyright e brevetti sono scaduti o a cui non erano applicabili sin dall'inizio, come gli atti ufficiali e le teorie scientifiche. Si compone, inoltre, degli aspetti della nostra cultura comune che non possono essere protetti legalmente, come trame, titoli, argomenti e fatti» (traduzione a cura di Turolla).
11. ↑  Jessica Litman, (Jessica Litman, The Public Domain, Emory Law Journal, 1990), riferendosi al 1976, quando in USA fu approvato il Copyright Act, nel 1990 scriveva: «questo miscuglio di materia non tutelabile non trovava una definizione omnicomprensiva allora e continua a non averla a tutt'oggi.»
12. ↑   articolo 70, su iuscomp.org.
13. ↑  Fonte: (EN)  Cornell University's copyright center, ma ne esistono anche altre.
14. ↑  Per la transazione tra Google e le società degli autori e quelle degli editori statunitensi confronta Testo transazione Archiviato il 10 luglio 2009 in Internet Archive. Allegato E
15. ↑  Le voci dal 1978 si trovano nel sito del US copyright office. Quelle del 1950-1977 sono indicizzate dal Project Gutenberg.
16. ↑  (EN) Nate Anderson, Non c'è il giorno del Pubblico Dominio negli USA nel 2010 [Nothing to celebrate on Public Domain Day 2010 in the US], su arstechnica.com, 1º maggio 2010.
17. ↑   Center for the Study of the Public Domain, Public Domain Day 2019, su Duke University.
18. ↑  (EN) Monthly newsletter February 2009, su gutenberg.net.au, febbraio 2009.
«In Australia we won't be able to celebrate "Public Domain Day" until 2026 because of recent changes in our copyright law which extended the period of copyright in Australia. No more books will enter the public domain until 2026.»
19. ↑   Il giorno del pubblico dominio (traduzione italiana), su publicdomainday.org. URL consultato il 1º gennaio 2012 (archiviato dall'url originale il 3 gennaio 2012).
20. ↑  Sul Progetto bibliotecario urbano sul pubblico dominio a Torino si veda: Oriana Bozzarelli, Cecilia Cognigni, Valeria Calabrese, Nunzia Spiccia, Patrizia Zanetti, Il pubblico dominio a Torino: un tesoro per tutti! in Biblioteche oggi, XXXII, 9, (2014)
21. ↑  Una sintesi delle attività del Gruppo bibliotecario urbano sul pubblico dominio attivo a Torino sulla sezione dedicata del sito web del Sistema Bibliotecario dell'Università di Torino
22. ↑  Sul Festival del pubblico dominio (edizione 2016) si veda: Oriana Bozzarelli, Cecilia Cognigni, Valeria Calabrese, Nunzia Spiccia, Patrizia Zanetti Enhance cultural heritage through the public domain. The Public domain #open festival of Turin as case study in Bibliothecae.it, 7 (2018), 1